# Rio Saracuruna
O rio Saracuruna é um rio brasileiro que banha o estado do Rio de Janeiro.
Ele nasce em Duque de Caxias e desagua na Baía de Guanabara, no limite intermunicipal entre os municípios de Duque de Caxias e Magé. Nele encontra-se a represa do Garrão em Xerém. Passa ao lado do Centro de Treinamento do Fluminense, também em Xerém. Até a Represa do Garrão o rio mede aproximadamente 23km.
Após juntar-se com o Rio Inhomirim e também com o Rio Imbariê passa a se chamar Rio Estrela, até a sua foz na Baía de Guanabara. 